# Gentianella insubrica
Gentianella insubrica là một loài thực vật có hoa trong họ Long đởm. Loài này được (Kunz) Holub mô tả khoa học đầu tiên năm 1967.